# Matige vorst
Matige vorst is een term die gebruikt wordt binnen de meteorologie. Wanneer de temperatuur lager is dan -5,0 °C en uitkomt tussen -5,1 en -10,0 °C spreekt men van matige vorst. Pas bij -10,1 °C is er sprake van strenge vorst.
Nederland heeft gemiddeld per jaar tussen de 3 en 18 nachten met matige vorst (De Bilt: 12).
10cm-temperatuur · bodemtemperatuur · hittegolf · ijsdag · koudegetal · koudegolf · luchttemperatuur · temperatuursom · tropennacht · tropische dag · vorst aan de grond · vorstdag · vorstperiode · warme dag · warmtegetal · zachte dag · zomerse dag 

Vorst: lichte vorst · matige vorst · strenge vorst · zeer strenge vorst